# Cá tầm lục
Cá tầm lục (danh pháp hai phần: Acipenser medirostris) là một loài cá tầm. Đây là loài bản địa từ Thái Bình Dương, từ Trung Quốc và Nga, vào Canada và Hoa Kỳ. 

## Hình ảnh

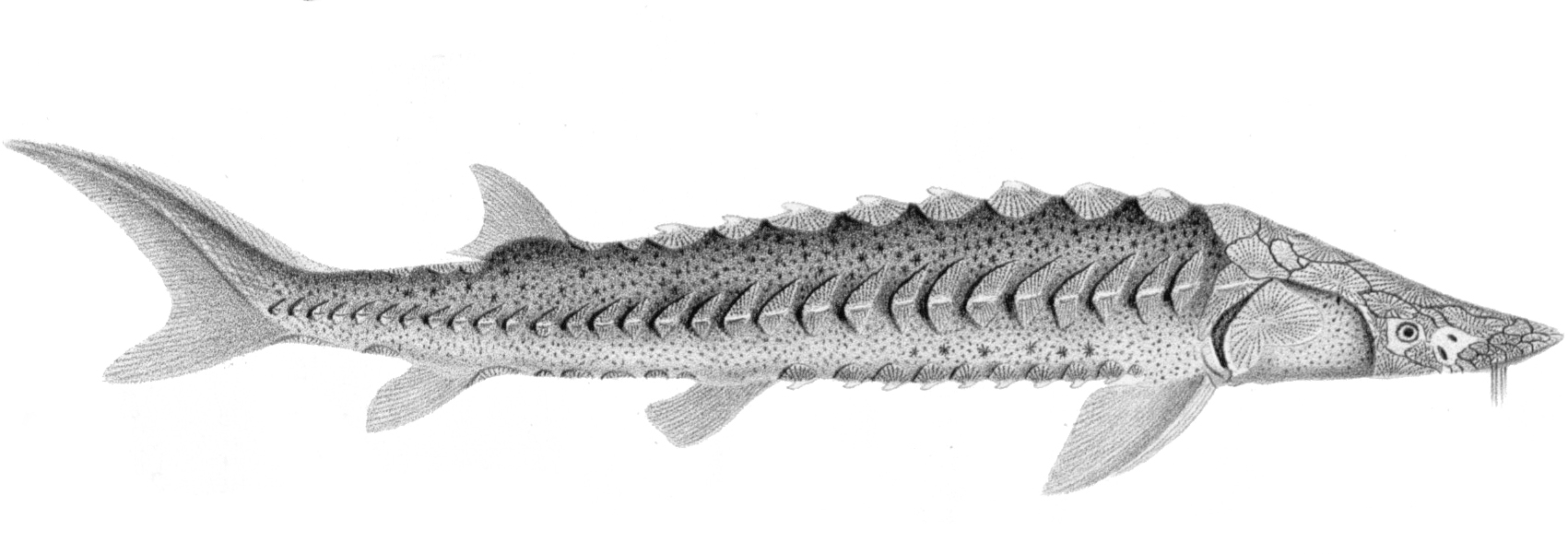
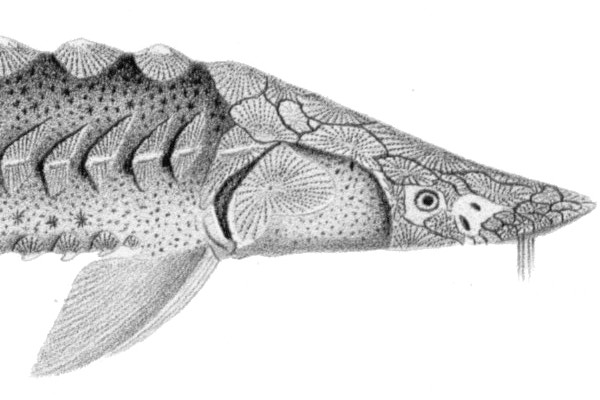